# Persicaria bicornis
Persicaria bicornis là một loài thực vật có hoa trong họ Rau răm. Loài này được (Raf.) Nieuwl. mô tả khoa học đầu tiên năm 1914.